# Eduardo Sirotsky Melzer
Eduardo Sirotsky Melzer (Porto Alegre, 13 de mayo de 1972) es fundador y CEO de la EB Capital y socio de e.Bricks Ventures, empresas de inversión en el sector digital con actuación en Brasil y en Estados Unidos. También es chairman y presidente del Grupo RBS desde 1 de enero de 2016, y sucesor de Nelson Sirotsky en la presidencia del Consejo de Administración del Grupo RBS. Es miembro de la tercera generación de la familia propietaria de la empresa, nieto del fundador del Grupo RBS, Maurício Sirotsky Sobrino.

## Biografía
Graduado en Administración de Empresas por la Pontificia Universidad Católica del Río Grande del Sur (PUCRS), en 1998 y Máster en Dirección de Empresas (MBA) de la Universidad de Harvard, en Estados Unidos.
El 2004 ingresa al Grupo RBS como Director-General en el Mercado Nacional, actuando desde el 2008 como Vicepresidente de Mercado y Desarrollo de Negocios y, desde 2010, como Vicepresidente Ejecutivo del Grupo RBS. En el año 2012, comienza a ocupar el cargo de presidente ejecutivo del Grupo RBS, posición en que sucedió a su tío Nelson Sirotsky. El 2016, con los cambios organizacionales, comienza en la presidencia del Consejo de Administración y del Grupo RBS.
En Brasil comienza su carrera actuando en el mercado financiero y de franchising, llegando al puesto de franquiciador master de la multinacional Sweet Way. Ha participado también de proyectos de la consultoría Booz Allen & Hamilton. En Estados Unidos, fue analista sénior de la Delphi Corporation y director-general de Box Top Medía, empresa de medios de comunicación no tradicional, localizada en Nueva York.
Estudió en Harvard Business School Effective Strategies for Media Companies y Building and Leading Customer Centric Organization.
En 2017, Eduardo ha sido nominado por 3ª vez consecutiva para formar parte de la lista anual de líderes elaborada por Cambridge Institute for Family Enterprise. Según el Instituto, junto a Eduardo estuvieron en la lista ejecutivos que “redefinen el significado del liderazgo global en sus empresas” y que “tienen conciencia de su impacto social”. La Lista de los "17 Líderes Empresariales de Negocios Familiares de la próxima generación para acompañar en 2017" incluye a empresarios y filántropos capaces de "cambiar el juego" que tengan hasta 50 años. Los nombres enlistados son líderes como Chelsea Clinton y Holy Branson, respectivamente hijas del expresidente del Estados Unidos Bill Clinton y del empresario Richard Branson. "Herederos, innovadores y periodistas que están liderando el cambio en los negocios y empresas sociales controladas por sus familias – algunos de estos la han sido por muchas generaciones. Estos sucesores tienen un compromiso: perfeccionar el legado que vino antes que ellos. La misión es dejar a sus empresas en el mundo en una posición mejor que cuando la recibieron”, cita el Instituto.

### Presidencia
Eduardo Sirotsky Melzer ocupó la presidencia ejecutiva del Grupo RBS el día 3 de julio de 2012, en una ceremonia realizada en Porto Alegre con la presencia de los colaboradores de la empresa y familiares. La pose había sido anunciada en mayo de 2012, como parte del proceso de sucesión planeado, cuyo objetivo principal es el perfeccionamiento de la gobernanza corporativa de la empresa.
En la gestión de Eduardo Sirotsky Melzer, el Grupo RBS ha sido reconocido entre las tres empresas de medios de comunicación e internet en el País que más generaron valor para sus públicos en 2014, junto con Globo y Google . La compañía también ha aparecido en las encuestas organizadas por la revista Info, de la editora Abril, entre las 10 empresas más innovadoras de Brasil.
En 2015, el Grupo RBS comunicó a sus colaboradores y a los medios de comunicación que la empresa estaba pasando por cambios relevantes en su estructura organizacional y en su gobernanza, los cuales comenzaron a entrar en vigencia en 2016. Como resultado de la reestructuración Eduardo Sirotsky Melzer comienza en la presidencia del Consejo de Administración y del Grupo RBS, y Claudio Toigo Filho ocupa el cargo de presidente-ejecutivo (CEO) de las empresas de medios de comunicación.

### Inversiones
En junio de 2016, e.Bricks Ventures anuncia una inversión de R$ 300 millones en compañías principiantes cuyas tecnologías se mostraron capaces de ayudar a mejorar la calidad en áreas esenciales, como salud, educación, servicios financieros y para pequeñas y medias empresas.

### Vida personal
Es casado y padre de tres hijos. Conocido el medio publicitario, divide su tiempo con otra pasión: los deportes. El empresario ya participó de diversas modalidades, pero su preferida son las carreras.

## Premios
- Prêmio Caboré 2006 en la categoría Profesional de Vehículo[34][35]
- Destaque Profesional 2009 de la Asociación Brasileña de Propaganda (ABP) en la categoría Ejecutivo de vehículo[36][37]
- Premio Colectiva.Net 2011 en la categoría Gestión de Marketing/Comunicación/Grupo de Comunicación[38]
- Premio Empresario de Comunicación del Año 2013 de la Semana ARP de Comunicación[39]
- Premio Emprendedor del Año 2015 (Ernst & Young) en la categoría Family Business[40]
- Destaque en la lista de líderes del Cambridge Institute for Family Enterprise (CFEG) de 2015[41][42][43]
- Premio Mérito en Administración en el sector Privado en 2015[44][45]
- “17 Next Generation Family Enterprise Leaders to Watch in 2017” del Cambridge Institute for Family Enterprise (CFEG) de 2017[13][14][15]

## Actuación en entidades
- Miembro del Consejo Nacional de Auto-Reglamentación Publicitaria (Conar)[46]
- Miembro del Consejo Ejecutivo de las Normas-Calidad (CENP)[47]
- Miembro del Consejo de la Bienal del Mercosur[48]
- Miembro del Consejo de la Fundación Iberê Camargo[49]